# Имплицитный читатель
Имплицитный читатель (англ. implied reader) — потенциальный, предполагаемый читатель текста. Функционирует как абстрактный адресат, получатель информации, и как идеальный образ получателя авторской информации, способный понять произведение в процессе активного прочтения. Не обладает реальным существованием, так как постулируется самим произведением, задается структурой текста и некоторым набором требований, которые текст предъявляет как условие успешной рецепции. Имплицитный читатель — одна из концепций, разрабатываемых в рамках постмодернизма. Согласно нарратологии, вместе с парной коммуникативной инстанцией — имплицитным автором — ответственен за установление и обеспечение художественной коммуникации.